# Boholmarna
Boholmarna är en ort i Kalmar kommun i Kalmar län. 2015 justerade SCB definitionen för tätorter något, varvid man fann att avstånden mellan de olika husområdena är för stort för att området skall kunna utgöra en gemensam tätort och delarna har för få boende för att i sig kunna utgöra tätorter. Istället avgränsades här tre småorter, denna, Styrsö och Boholmarna fastlandet.  Vid avgränsningen 2023 avgränsades sedan Kungsholmen som en separat småort

## Historia
Boholmarna ingick tidigare i en jordbruksfastighet, gården Bo i Dörby socken. Bo gård, förr Boo gård, omnämns redan 1539 som kunglig förvaltningsgård. Gården Bo skall en gång ha ägts av Axel Oxenstierna, vilken skall ha skänkt denna gård 1618, liksom även andra gårdar, till superintendenten i Kalmar stift, Jonas Rothovius. Dessa var personliga vänner alltsedan deras gemensamma studietid i Rostock, Wittenberg och Jena. Rothovius erhöll även Dörby församling som prebende, och församlingen kom därefter att utgöra prebende för Kalmar stifts superintendenter, och senare likaså för dess biskopar fram till mitten av 1800-talet.
Då marken på Boholmarna till största delen inte lämpade sig för åkerbruk torde dess främsta betydelse ha varit den fiskerätt som var förknippad med marken, även om området också användes som betesmark. År 1846 inrättades länets första lantbruksskola på Bo gård, vilken dock 1856 flyttades över till Ryssbylund. 
Det skall under 1930-talet ha funnits planer på att Boholmarna skulle ha blivit en omfattande semesteranläggning där man skulle ha uppfört inte mindre än fem hotell, och att detta skall ha utgjort bakgrunden till att man påbörjade arbetet med att upprätta en detaljplan för Boholmarna. Inspirationen härtill skall ha hämtats från de anläggningar som senare kom att uppföras i Prora på ön Rügen, på initiativ av Robert Ley, vilken var ledare för organisationen Kraft durch Freude.
Emellertid minskade intresset för att uppföra denna typ av semesteranläggningar, varför den detaljplan som slutligen kom att antas 1939 inte återspeglade dessa tidigare intentioner. I stället kom Boholmarna att bli ett sommarstugeområde. Den tidigaste fritidshusbebyggelsen var enkel. Det fanns då inte tillgång till kommunalt vatten och avlopp, inte heller hade de tillgång till elektricitet. Inte heller fanns det broar, varför roddbåtar användes i betydande utsträckning. Under en period fanns det emellertid även en enklare form av färjeförbindelse mellan Boholmarna och Stensö.
För att tillgodose fastighetsägarnas gemensamma angelägenheter bildades Boholmarnas vägförening. Vägföreningen har inte minst bygg broar, vilket har medfört att nästan samtliga fastigheter på Boholmarna numera har fullgoda bilförbindelser med fastlandet.
Gradvis ökade antalet bostäder som beboddes under hela året, och denna utveckling gynnades av att området elektrifierades, samt att fastigheterna anslöts till kommunalt vatten och avlopp. Detta medförde att bebyggelsen kom att ändra karaktär. En del fritidshus byggdes om och byggdes till, så att de motsvarade de önskemål som ställdes för att de skulle kunna användas som permanentbostäder. Andra sommarstugor revs och ersattes då med helt nya villor. Till denna befintliga bebyggelse har det tillkommit ett nytt bostadsområde på fastlandet, Sjöslätten, som skall komma att utgöra ett nytt villaområde.

### Befolkningsutveckling
| Befolkningsutvecklingen i Boholmarna/Boholmarna (öar) 1990–2015                                                             | Befolkningsutvecklingen i Boholmarna/Boholmarna (öar) 1990–2015 | Befolkningsutvecklingen i Boholmarna/Boholmarna (öar) 1990–2015 | Befolkningsutvecklingen i Boholmarna/Boholmarna (öar) 1990–2015 | Befolkningsutvecklingen i Boholmarna/Boholmarna (öar) 1990–2015 |
| --- | --------------------------------------------------------------- | --------------------------------------------------------------- | --------------------------------------------------------------- | --------------------------------------------------------------- |
| |                                                                 |                                                                 |                                                                 |                                                                 |
| År |                                                                 |                                                                 | Folkmängd                                                       | Areal (ha)                                                      |
| 1990 | 1990                                                            |                                                                 | 202                                                             | 63#                                                             |
| 1995 | 1995                                                            |                                                                 | 223                                                             | 47                                                              |
| 2000 | 2000                                                            |                                                                 | 256                                                             | 47                                                              |
| 2005 | 2005                                                            |                                                                 | 272                                                             | 47                                                              |
| 2010 | 2010                                                            |                                                                 | 297                                                             | 47                                                              |
| 2015 | 2015                                                            |                                                                 | 183                                                             | 25#                                                             |
| Anm.: Ny tätort 1995. Hade benämningen Kalmar:1 som småort 1990. Ej tätort 2015. Delades i tre småorter 2015. # Som småort. |                                                                 |                                                                 |                                                                 |                                                                 |

2015 delades tätorten i tre småorter. Den nordligaste omfattar bebyggelsen på fastlandet och den sydligaste omfattar bebyggelsen på ön Styrsö. Den tredje småorten omfattar alla öar däremellan.

## Samhället
Tätorten Boholmarna består, förutom ett villaområde som är belägen på fastlandet, av öar. Merparten av Boholmarnas invånare är bosatta på dessa öar, varav följande kan nämnas:
- Kungsholmen, 56°39′18.4″N 16°17′41.1″Ö / 56.655111°N 16.294750°Ö.
- Gåsholmen, 56°39′19.5″N 16°17′25.5″Ö / 56.655417°N 16.290417°Ö.
- Fredagsön, 56°39′7.6″N 16°17′52.9″Ö / 56.652111°N 16.298028°Ö.
- Svanhalsen, 56°39′3.8″N 16°18′6.0″Ö / 56.651056°N 16.301667°Ö.
- Trollön, 56°39′13.7″N 16°17′29.7″Ö / 56.653806°N 16.291583°Ö.
- Styrsö, 56°38′44.8″N 16°17′50.40″Ö / 56.645778°N 16.2973333°Ö.

## Natur
Boholmarnas natur är kustnära. 

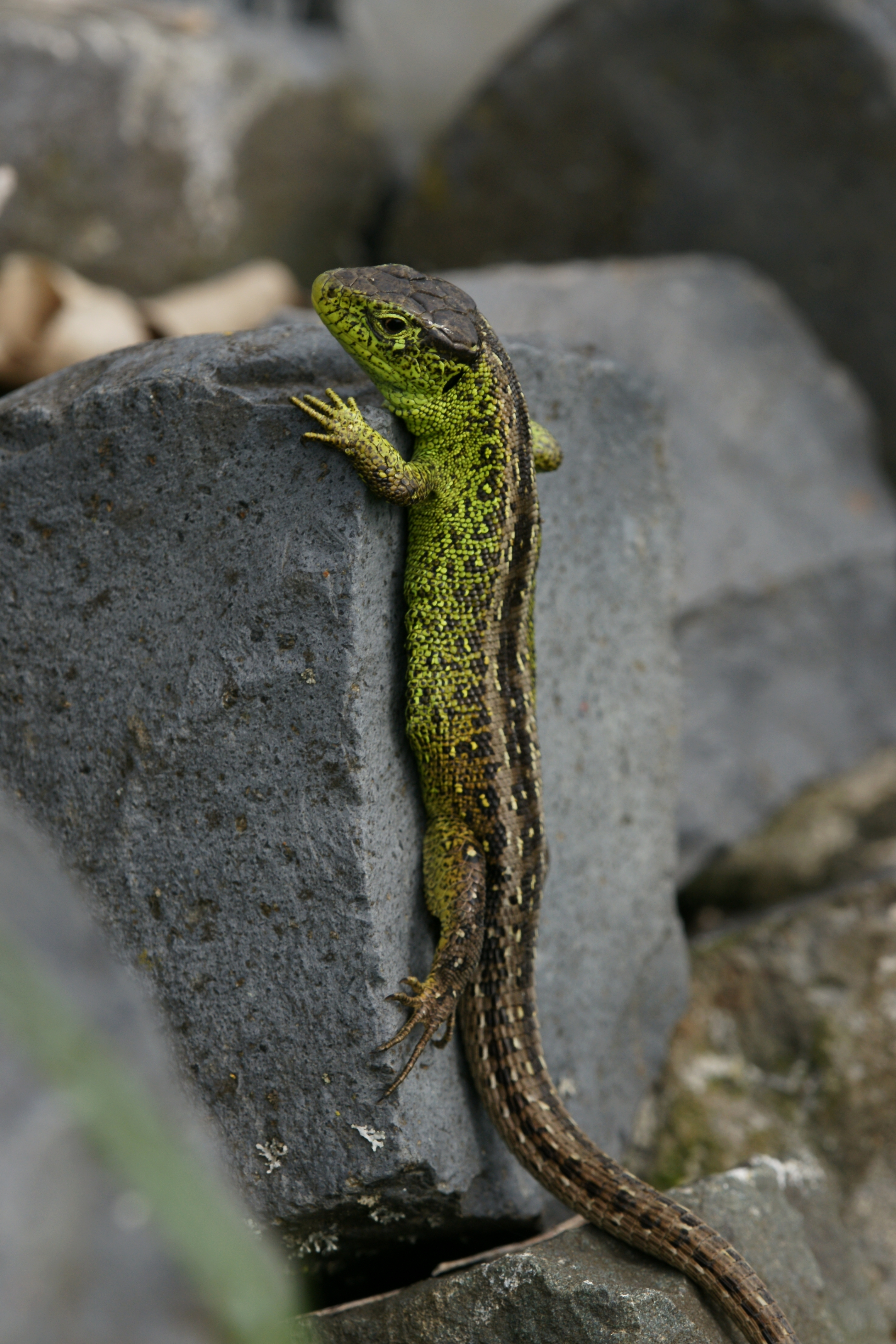
Sandödla, Lacerta agilis.

Törnebybäckens mynning i Västra Sjön omges av vassområden. Ett av bäckens biflöden passerar Hagby industriområde. Huvudfåran passerar huvudsakligen genom jordbruksmarker och få ta emot mycket näringsämnen från dessa. Bäckens passerar även förbi Kalmar flygplats och får även ett stort tillskott av näringsämnen från flygplatsen vid vilken man använder det kväverika urea som banavisningsmedel.  
För att få en minskad belastning av främst kväve på kustvattnet har det anlagts en våtmark, Kalmar Dämme, strax innan Törnebybäckens mynning.
Inom de delar av Boholmarna som tillhör fastlandet har bestånd av sandödlor återfunnits. Dessas bevarandestatus anses, enligt Artdatabankens rödlista, vara sårbar (VU). Förekomsten av dessa medförde att planläggningen av Sjöängen kom att fördröjas.